# Je suis Charlie
Je suis Charlie(주 쉬이 샤를리, 프랑스어 발음: [ʒə sɥi ʃaʁ.li]→나는 샤를리)는 프랑스 파리의 풍자주간지인 샤를리 에브도 본사에서 12명이 사망한 2015년 1월 7일 샤를리 에브도 총격 이후 표현의 자유를 지지하는 사람들에 의해 규정된 구호이다. 테러로 사망한 피해자에게 연대를 나타내는 것으로부터 넓은 의미에서 표현의 자유에 대한 지지와 무력 행위에 반대를 의미한다.

## 같이 보기
- 윌란스 포스텐 무함마드 만평 논란